# Canton de Bagneux
Le canton de Bagneux est une circonscription électorale française située dans le département des Hauts-de-Seine et la région Île-de-France.
À la suite du redécoupage cantonal de 2014, les limites territoriales du canton sont remaniées. Le nombre de communes du canton passe de 1 à 2.

## Histoire
Par décret du 26 février 2014, le nombre de cantons du département est divisé par deux, avec mise en application aux élections départementales de mars 2015. Le canton de Bagneux est conservé et s'agrandit. Il passe de 1 à 2 communes.

## Représentation

### Représentation avant 2015
| Période | Période          | Identité          | Étiquette | Qualité                                                     |
| ------- | ---------------- | ----------------- | --------- | ----------------------------------------------------------- |
| 1967    | 1982             | Henri Ravera      | PCF       | Ajusteur puis journaliste Maire de Bagneux (1963-1985)      |
| 1982    | 1993 (démission) | Janine Jambu      | PCF       | Secrétaire Maire de Bagneux (1985-2004) Députée (1993-2007) |
| 1993    | 2008             | Christian Fischer | PCF       | Adjoint au maire de Bagneux                                 |
| 2008    | 2015             | Patrick Alexanian | PCF       | Fonctionnaire Conseiller municipal de Bagneux               |

### Représentation depuis 2015
| Période élective | Période élective | Mandat | Mandat   | Identité             | Nuance | Nuance | Qualité                                                                                           |
| ---------------- | ---------------- | ------ | -------- | -------------------- | ------ | ------ | ------------------------------------------------------------------------------------------------- |
| 2015             | 2021             | 2015   | 2021     | Marie-Hélène Amiable |        | PCF    | Enseignante Maire de Bagneux (depuis 2004)                                                        |
| 2015             | 2021             | 2015   | 2021     | Pierre Ouzoulias     |        | PCF    | Chercheur, Bourg-la-Reine Sénateur des Hauts-de-Seine (depuis 2017)                               |
| 2021             | 2028             | 2021   | en cours | Hélène Cillières     |        | PCF    | Adjointe au Maire de Bagneux                                                                      |
| 2021             | 2028             | 2021   | en cours | Pierre Ouzoulias     |        | PCF    | Sénateur des Hauts-de-Seine Président du groupe communiste au conseil départemental (depuis 2021) |

### Résultats détaillés

#### Élections de mars 2015
À l'issue du 1er tour des élections départementales de 2015, deux binômes sont en ballottage : Marie-Hélène Amiable et Pierre Ouzoulias (FG, 33,39 %) et Aurore Gonzales et Philippe Lorec (UMP, 23,29 %). Le taux de participation est de 45,37 % (15 843 votants sur 34 919 inscrits) contre 46,11 % au niveau départemental et 50,17 % au niveau national.
Au second tour, Marie-Hélène Amiable et Pierre Ouzoulias (FG) sont élus avec 54,34 % des suffrages exprimés et un taux de participation de 44,18 % (8 006 voix pour 15 428 votants et 34 919 inscrits).

#### Élections de juin 2021
Le premier tour des élections départementales de 2021 est marqué par un très faible taux de participation (33,26 % au niveau national). Dans le canton de Bagneux, ce taux de participation est de 32,07 % (11 511 votants sur 35 888 inscrits) contre 35,09 % au niveau départemental. À l'issue de ce premier tour, deux binômes sont en ballottage : Hélène Cillières et Pierre Ouzoulias (Union à gauche, 32,03 %) et Patrice Martin et Isabelle Spiers (Union au centre et à droite, 25,69 %).
Le second tour des élections est marqué une nouvelle fois par une abstention massive équivalente au premier tour. Les taux de participation sont de 34,36 % au niveau national, 37,05 % dans le département et 34,12 % dans le canton de Bagneux. Hélène Cillières et Pierre Ouzoulias (Union à gauche) sont élus avec 55,83 % des suffrages exprimés (6 547 voix pour 12 247 votants et 35 895 inscrits),,. 

## Composition

### Composition avant 2015
Le canton de Bagneux comptait une commune.
| Nom                 | Code Insee | Codepostal | Superficie (km2) | Population (dernière pop. légale) | Densité (hab./km2) |
| ------------------- | ---------- | ---------- | ---------------- | --------------------------------- | ------------------ |
| Bagneux (chef-lieu) | 92007      | 92220      | 4,19             | 38 398 (2012)                     | 9 164              |

### Composition depuis 2015
Le canton comprend désormais deux communes entières.
| Nom                             | Code Insee | Intercommunalité         | Superficie (km2) | Population (dernière pop. légale) | Densité (hab./km2) | Modifier                                    |
| ------------------------------- | ---------- | ------------------------ | ---------------- | --------------------------------- | ------------------ | ------------------------------------------- |
| Bagneux (bureau centralisateur) | 92007      | Métropole du Grand Paris | 4,19             | 43 647 (2022)                     | 10 417             | modifier les données · modifier les données |
| Bourg-la-Reine                  | 92014      | Métropole du Grand Paris | 1,86             | 21 140 (2022)                     | 11 366             | modifier les données · modifier les données |
| Canton de Bagneux               | 9203       |                          | 6,05             | 64 787 (2022)                     | 10 709             | modifier les données                        |

## Démographie

### Démographie avant 2015
| 1968   | 1975   | 1982   | 1990   | 1999   | 2006   | 2011   | 2012   |
| ------ | ------ | ------ | ------ | ------ | ------ | ------ | ------ |
| 42 006 | 40 674 | 40 385 | 36 364 | 37 252 | 38 936 | 38 002 | 38 398 |

### Démographie depuis 2015
En 2022, le canton comptait 64 787 habitants, en évolution de +7,45 % par rapport à 2016 (Hauts-de-Seine : +2,75 %, France hors Mayotte : +2,11 %).
| 2013   | 2018   | 2022   |
| ------ | ------ | ------ |
| 58 232 | 61 581 | 64 787 |